# گویینوواتس
گویینوواتس (به صربی: Gojinovac) یک روستا در صربستان است که در پروکوپلیه واقع شده‌است. گویینوواتس ۷۸ نفر جمعیت دارد.